# Atragon (Marvel Comics)
Atragon, il cui vero nome è Alex Blake, è un personaggio dei fumetti Marvel Comics. Inizialmente creato come avversario di Ghost Rider, si è poi unito ai Vendicatori.

## Biografia
Alex Blake nasce in una fattoria. Essendo il più piccolo di 6 fratelli, viene sempre trascurato da tutti, sia a casa che a scuola.  Una volta cresciuto, stanco di essere dimenticato, uccide uno dei fratelli, cosa che lo fa andare in prigione per 5 anni. Uscito di prigione,  decide di lavorare per il Kingpin, il quale gli propone di assumere un siero per diventare più forte. Blake accetta, ma non sa che quel siero è posseduto da un demone di nome Atragon, e si trasforma in un mostro a sua volta, dall'aspetto di un demone rosso molto imponente, con 2 braccia aggiuntive e 2 corna nere fatte di ossidiana.

## Poteri e abilità
In fatto di poteri e forza fisica, Atragon è senza dubbio uno dei personaggi più avvantaggiati dell'Universo Marvel. Con la sua forza può facilmente tenere testa a personaggi come Dormammu. Essendo un demone, ha poteri infernali; controllo del fuoco demoniaco, poteri psichici e mentali immensi e mutaforma. Ha facilmente sconfitto Apocalissee il Monolito Vivente insieme. Inoltre ha facilmente distrutto il Totem Vivente con un solo pugno

## Elenco nemici

### Ricorrenti
- Rhino
- Daken
- Drax
- Fenomeno
- Taskmaster
- Bi-Bestia

### Occasionali
- Vendicatori
- Campioni
- Ghost Rider